# 大昌縣 (巫山)
大昌縣，北周為避宇文泰諱以泰昌縣改名，治所即今巫山縣北大昌鎮。北周置永昌郡，不久又廢，廢北井縣併入大昌縣。隋屬巴東郡。唐武德元年（618年）改巴東郡為信州，二年（619年）改信州為夔州。宋代屬夔州，端拱元年（988年）自夔州隸大寧監。舊在監南六十里，嘉定八年（1215年）徙治水口監。元至元二十年（1283年）廢。併入大寧州。明洪武十三年（1380年）復置，屬夔州府，後因充軍死徙，并入大寧縣。永樂初復置，編户二里。清康熙九年（1670年）廢入巫山縣。